# Samoskaná příze
Samoskaná příze
(anglicky: self-twist yarn, německy: Selbstzwirngarn), je výrobek ze dvou přástů s nepravým zákrutem, které samovolným stáčením spolu vytvoří skanou přízi. 

## Princip výroby na stroji REPCO

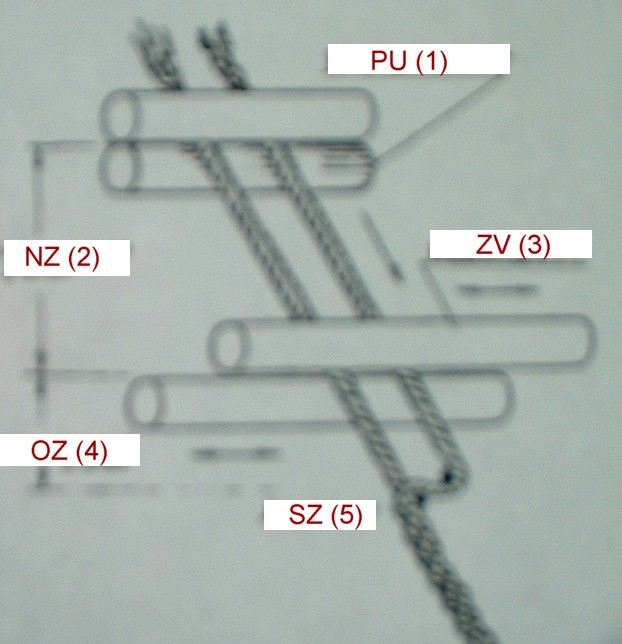
Schéma : Vznik samoskané příze

Vznik samoskané příze je naznačen na nákresu vpravo:

Stužky vláken vycházejících z průtahového ústrojí (1) se zaoblují nepravým zákrutem (2) s pomocí zaoblovacího ústrojí. K zaoblování dochází mezi dvěma válečky tak, že horní váleček vykonává mimo otáčení také příčný vratný pohyb (3). Při zpětném pohybu horního válečku se přástům uděluje zákrut opačného směru. Po opuštění zaoblovacího ústrojí se nepravý zákrut na obou přástech samovolně zruší, vlákna se stáčí opačným směrem (4), vzájemně se obepínají (5) a takto vzniklá skaná příze se navíjí na cívku.
Zaoblovací ústrojí odvádí přásty rychlostí 220 metrů při 1000 vratných pohybech horního válečku za minutu. Za těchto podmínek se mění každých 110 mm délky příze směr zákrutu a na místě obrátky vzniká nezakroucený úsek o délce asi 20 mm. Aby se nezakroucená místa z obou přástů nesetkaly v hotové přízi, druží se obě části s posunem o určitou délku (bod SZ 5 na nákresu) a tím se redukuje zeslabení na polovinu.
Tato „samoskaná“ příze se musí před upotřebením ke tkaní zpevnit zákrutem na (zpravidla dvouzákrutovém) skacím stroji, k výrobě pletenin se může údajně použít bez doskávání.

## Použití samoskané příze
Samoskaná příze se dá vyrábět z vlněných vláken delších než 60 mm, podíl vláken kratších než 20 mm nesmí překročit 10 %. U umělých vláken se doporučuje délka stříže přes 75 mm. Z vhodného materiálu se nechá vyrobit příze až do jemnosti 14 tex.
Přes jednoznačné výhody oproti konvenční technologii, (např. odváděcí rychlost je 10-20 násobně vyšší než dodávka  prstencového dopřádacího stroje a příze ze stejného materiálu může být až o 15 % jemnější), se výroba samoskaných přízí dosud neuplatnila v širším měřítku. Pro určité druhy tkanin (např. gabardény a mnoho jiných) se nedají tyto příze použít, protože nezakroucená místa v přízi (která zůstávají i přes posun při družení a doskávání) působí rušivě na vzhled hotového zboží. Podle některých pramenů se příze používají hlavně v pletařském sektoru.

## Z historie samoskacích strojů
Samoskací stroje se začaly vyrábět v roce 1969 u australské firmy REPCO na základě vynálezu D. E. Henshawa z roku 1961.
Do roku 1976 bylo vyrobeno cca 1600 strojů a v roce 1975 byla představena varianta Selfil, na které se seskávaly filamentové a vlněné niti
.
Na začátku 21. století byly na výstavách předváděny varianty strojů, na kterých se na samoskacím principu zpracovávaly filamentové příze (např. AirTwist), na jiných se vyráběly skané příze až ze 4 komponent (přást z česané vlny, filamenty, elastan a pod) (např. WinSpun) a zkoušely např. spojit samoskací a soukací stroje do jednoho agregátu.
Známá je také modifikace stroje používaná k výrobě levných přízí z polyakrylu. Na stroji se vyrábí z posukovaného pramene rychlostí 230 m/min. skaná příze do jemnosti max. 24 tex x 2. Tyto příze, zejména se zákrutem fixovaným pařením, jsou vhodné pro určité druhy zátažných pletenin.
V ukázkovém provoze se např. předvádí samoskací stroj zařazený do kontinuální linky k výrobě poločesané akrylové příze obsahující: konvertor - protahovací stroj - samoskací stroj - pařák - soukací stroj.